# سنور (بني سويف)
قرية سنور هي إحدى القرى التابعة لمركز بنى سويف في محافظة بني سويف في جمهورية مصر العربية. حسب إحصاءات سنة 2006، بلغ إجمالي السكان في سنور 7631 نسمة، منهم 3982 رجل و3649 امرأة. وفيها بداية وادي سنور المؤدي إلى محمية كهف وادي سنور في الصحراء الشرقية.